# UNIMOG

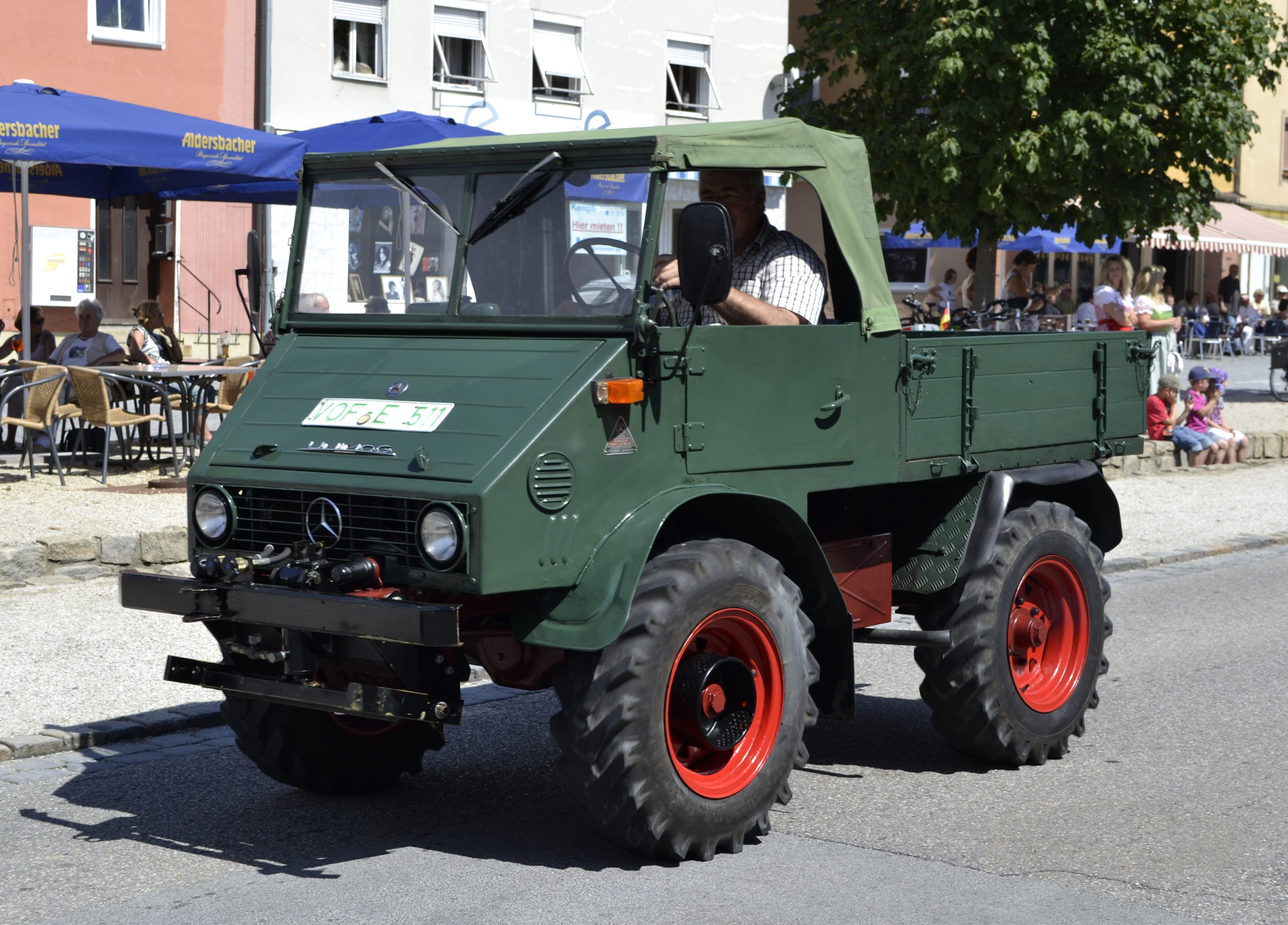
UNIMOG 401, a legelső szériájú modell

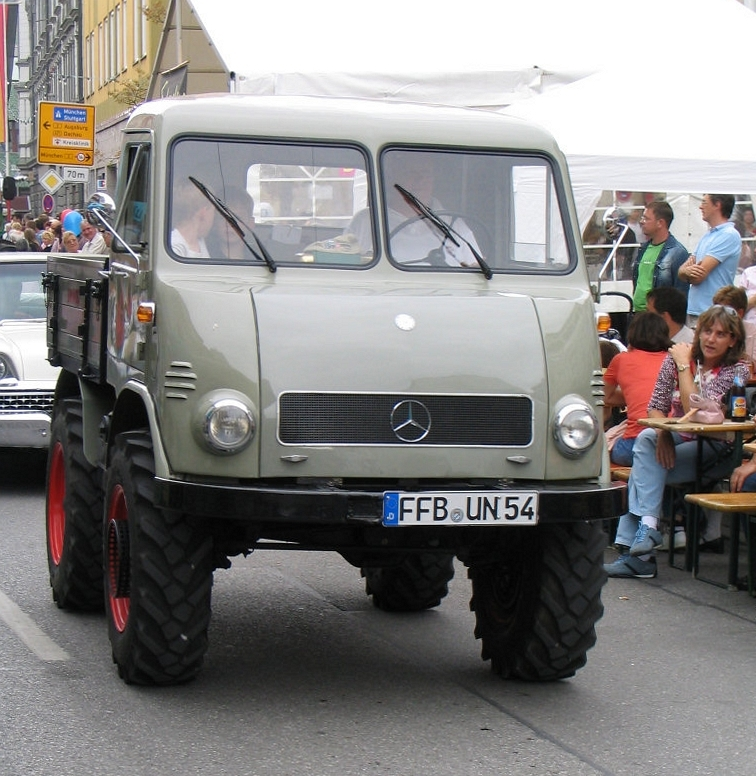
1953–1956 közötti UNIMOG 401-sorozat

Az UNIMOG a Mercedes-Benz által gyártott könnyű szerkezetű, jó terepjáró képességekkel rendelkező, robusztus felépítésű, hosszú élettartalmú, többcélú tehergépkocsi-család megnevezése. Neve a német Universal Motor Gerät (Univerzális Motorszerkezet) rövidítéséből alkotott mozaikszó.

## Az UNIMOG rövid történelme
A család első prototípusa 1946-ra készült el a Mercedes Wörth am Rhein-i gyárában. A típus 1947-ben mutatkozott be a frankfurti mezőgazdasági kiállításon, hatalmas sikert aratva. A Mercedes-Benznek ekkor még nem volt megfelelő gyártókapacitása, ezért a Boehringer Szerszámgépgyár vállalkozott a gyártás nehéz feladatára. Így 1948–1951 között Boehringer UNIMOG néven készült az egyszerű szerkezetű terepjáró-mezőgazdasági vontató-teherautó egyveleg. A típus képességeire hamarosan felfigyelt a francia haderő is, ahol azonnal rendszeresítették a típust. Ezen a ponton kezdődött az UNIMOG-család katonai pályafutása: manapság változatlanul a család egyik fő felhasználási területei közé tartozik. A Mercedes-Benz 1951-ben vette saját kézbe a járműcsalád gyártását. A MB általi gyártás Gaggenauban kezdődött, és mindmáig itt folyik.

## Az UNIMOG felhasználása
Az UNIMOG-ok rendkívül sokrétű felhasználásra alkalmasak, mivel kialakításukból adódóan rengetegféle eszköz hordozására és működtetésére képesek, melyekből sok cserélhető is. Az UNIMOG-ok alapból szállítóplatóval rendelkeznek, de ehelyett is nagyon sokféle más felépítmény, illetve felépítményként elhelyezett munkaeszköz kerülhet rájuk. A mezőgazdaság és a katonaság mellett az építőipari, a katasztrófavédelmi, a tűzoltósági, a rendőrségi, és sokféle kommunális, valamint karbantartói feladatkörben használják őket, de vannak teljesen egyedi kialakításúak is. Még vasúti felhasználásban is gyakorta UNIMOG-okat használnak, amelyeket felemelhető vasúti kerekekkel tesznek alkalmassá vontatói vagy karbantartói feladatokra. A hagyományos kéttengelyes 4x4-es kialakítás mellett bizonyos modellek háromtengelyesek is lehetnek 6x4-es vagy 6x6-os kerékképlettel, valamint dupla fülkés, azaz négyajtós vezetőfülkével is készülhetnek. Olyan UNIMOG-ok is vannak, amelyeket egyszerűen csak szabadidős hobbiterepjárónak használnak, de vannak kimondottan terepezőversenyre épített gépek is.

## UNIMOG járművek a Magyar Honvédségnél
Az UNIMOG-család egyik jellemző fő felhasználási területe a katonai terület, teherszállítási képessége alapján a katonai terepjáró tehergépkocsi kategória II. osztályába (2–4 t teherbírásig) sorolható be.
A Mercedes-Benz UNIMOG-család több tagját is rendszeresítette a Magyar Honvédség, 20 év tervezett amortizációs idővel, és 160 000 km futási normával. A Mercedes-Benz UNIMOG modelleket 2002-től rendszeresíti a Magyar Honvédség gépparkjában. Legelső rendszeresített típusa ebben az évben a 435-ös volt, melyből 88 darab állt szolgálatba az MH-nél. Majd a 15 éves Gépjármű Beszerzési Program keretén belül rendszeresítették az U400 és U4000 típusokat is. 2008-ig 12 darab UNIMOG U400-ast és 40 darab UNIMOG U4000-es típus beszerzése történt.

## Galéria

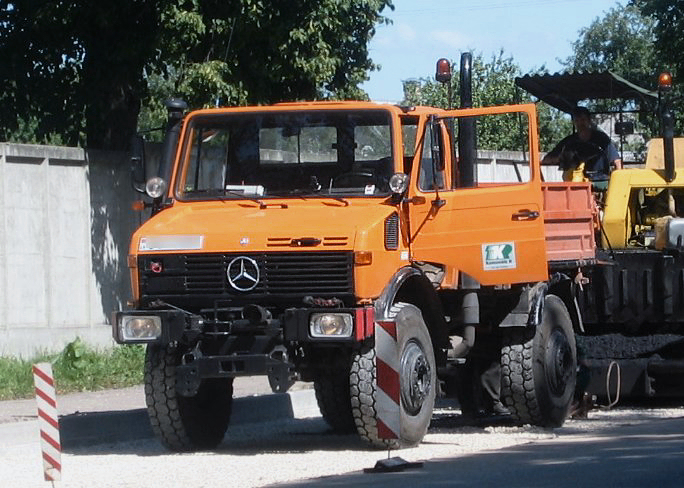
Unimog U1300 útépítés közben
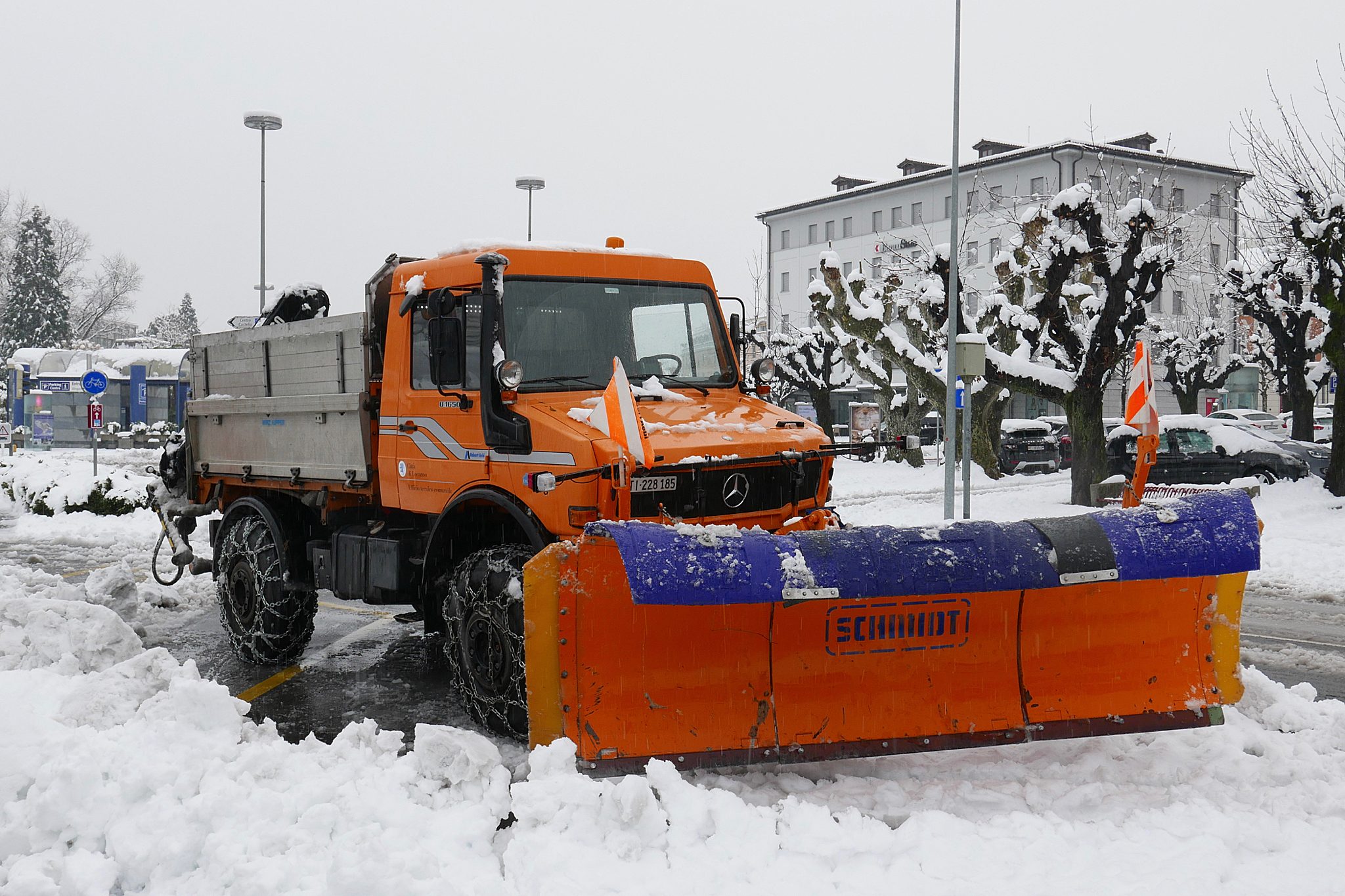
Unimog hóekével
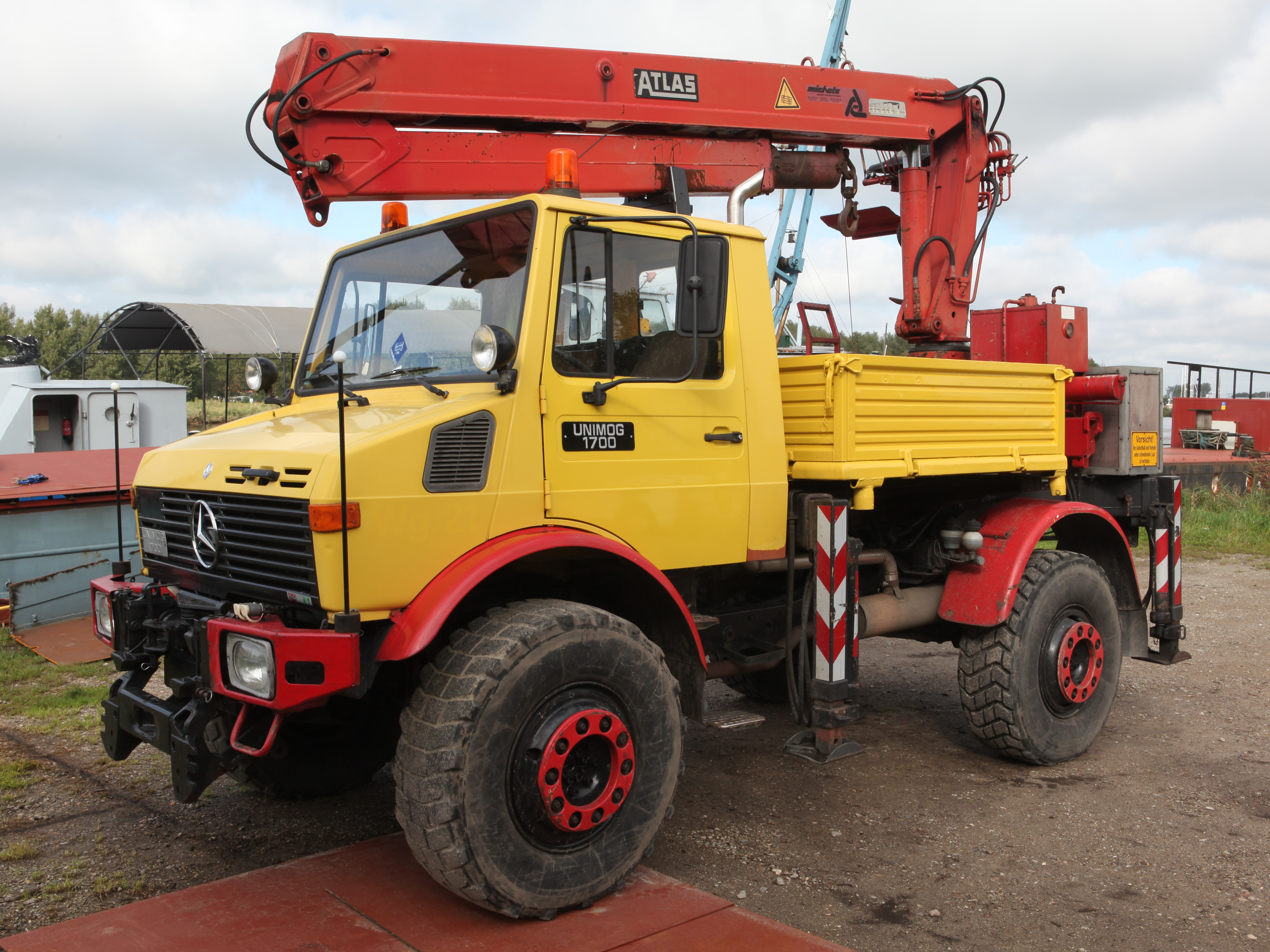
Unimog 1700 platóval és daruval
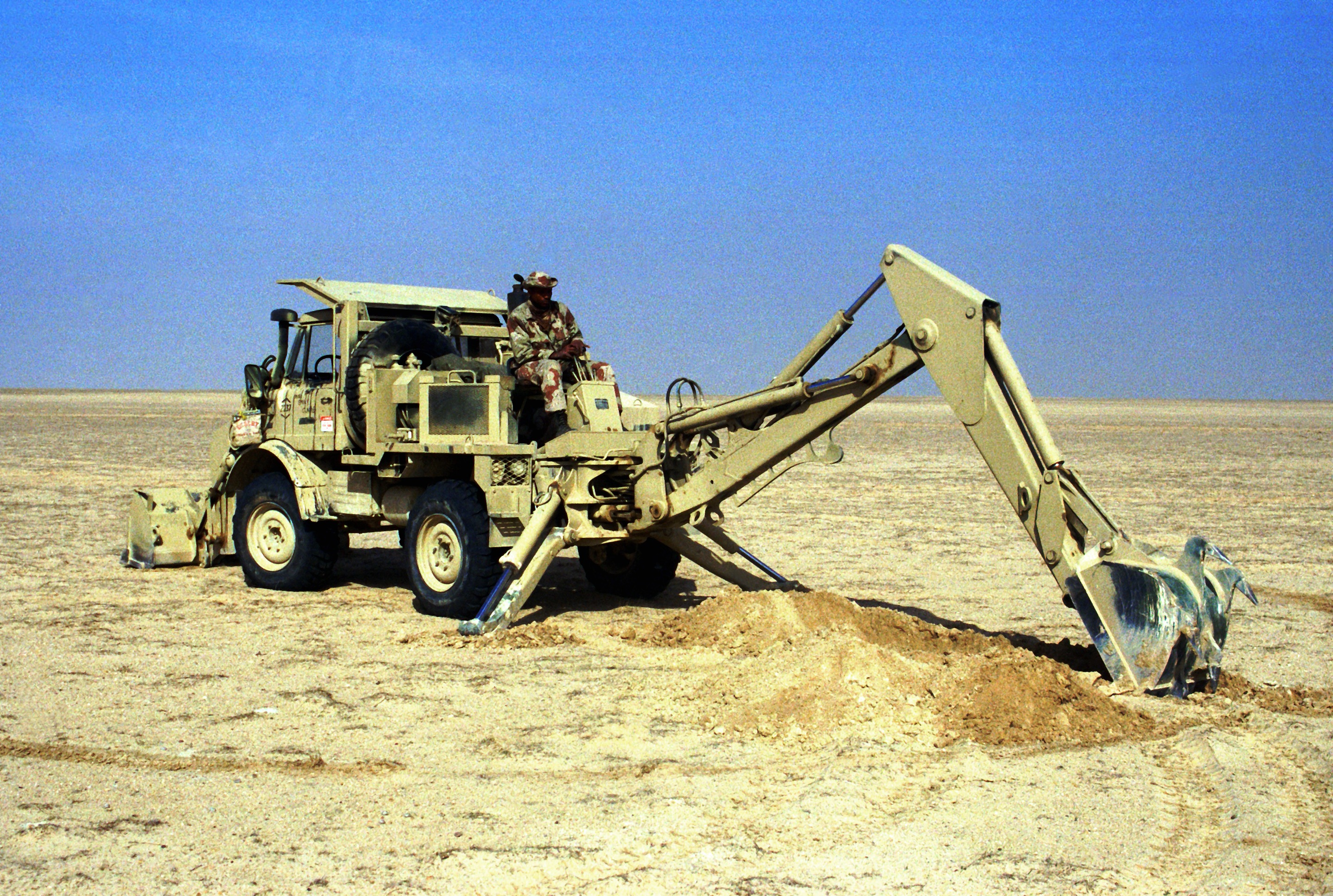
Katonai Unimog homlokrakodóval és markolóval
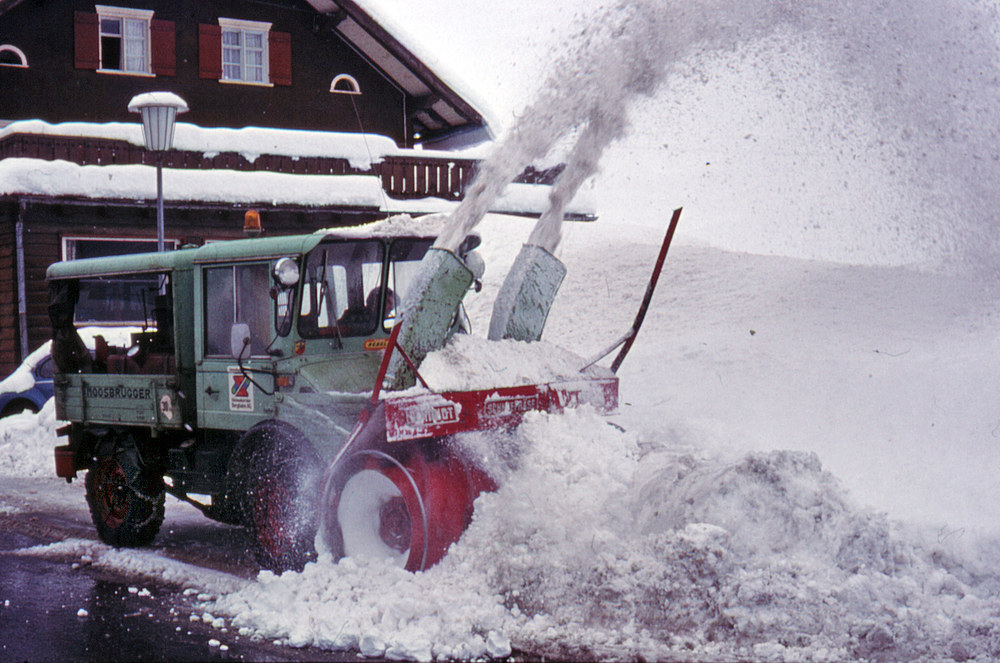
Unimog Hómaró munka közben
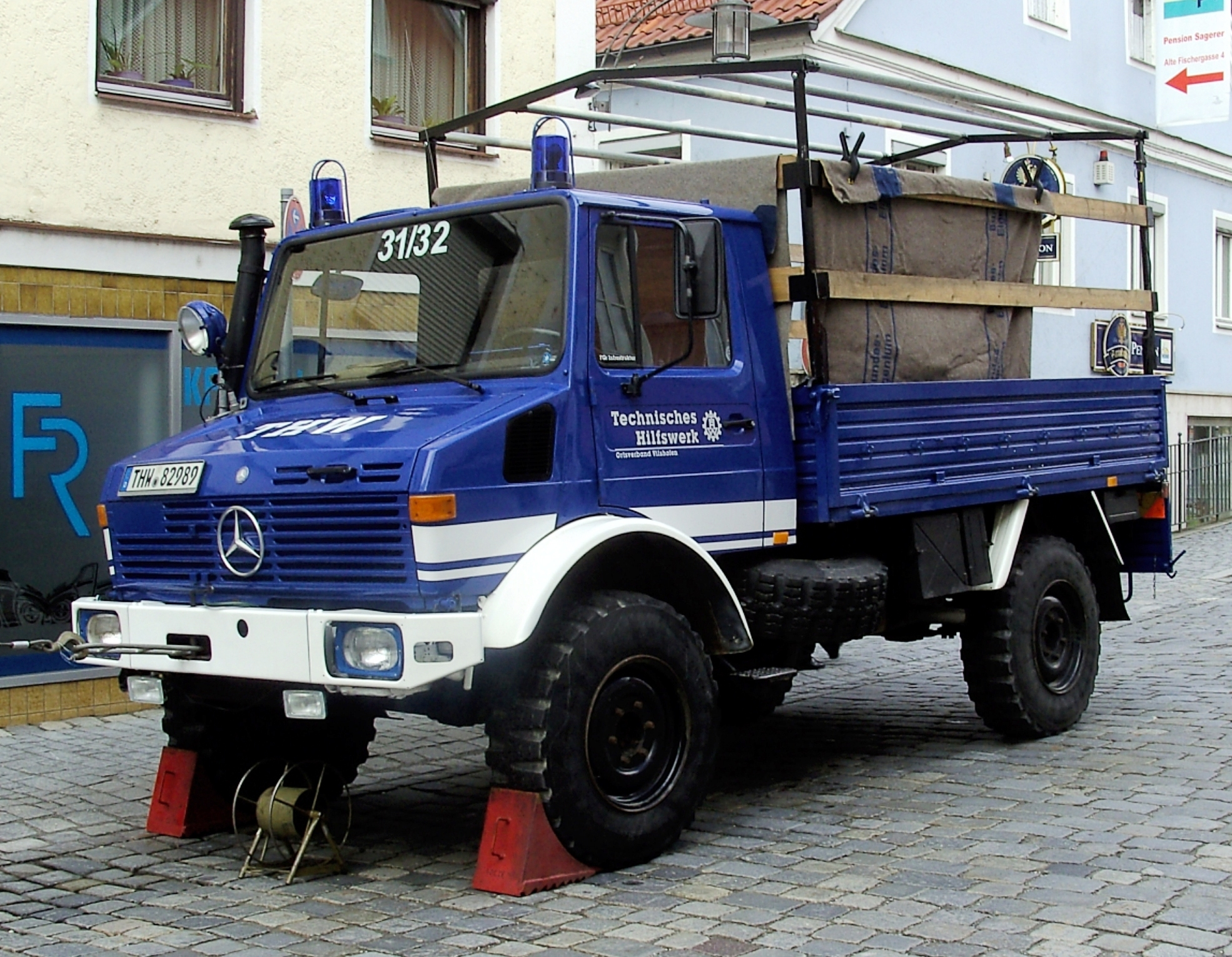
Unimog a Technischen Hilfswerksnél, a német katasztrófavédelmi egységnél
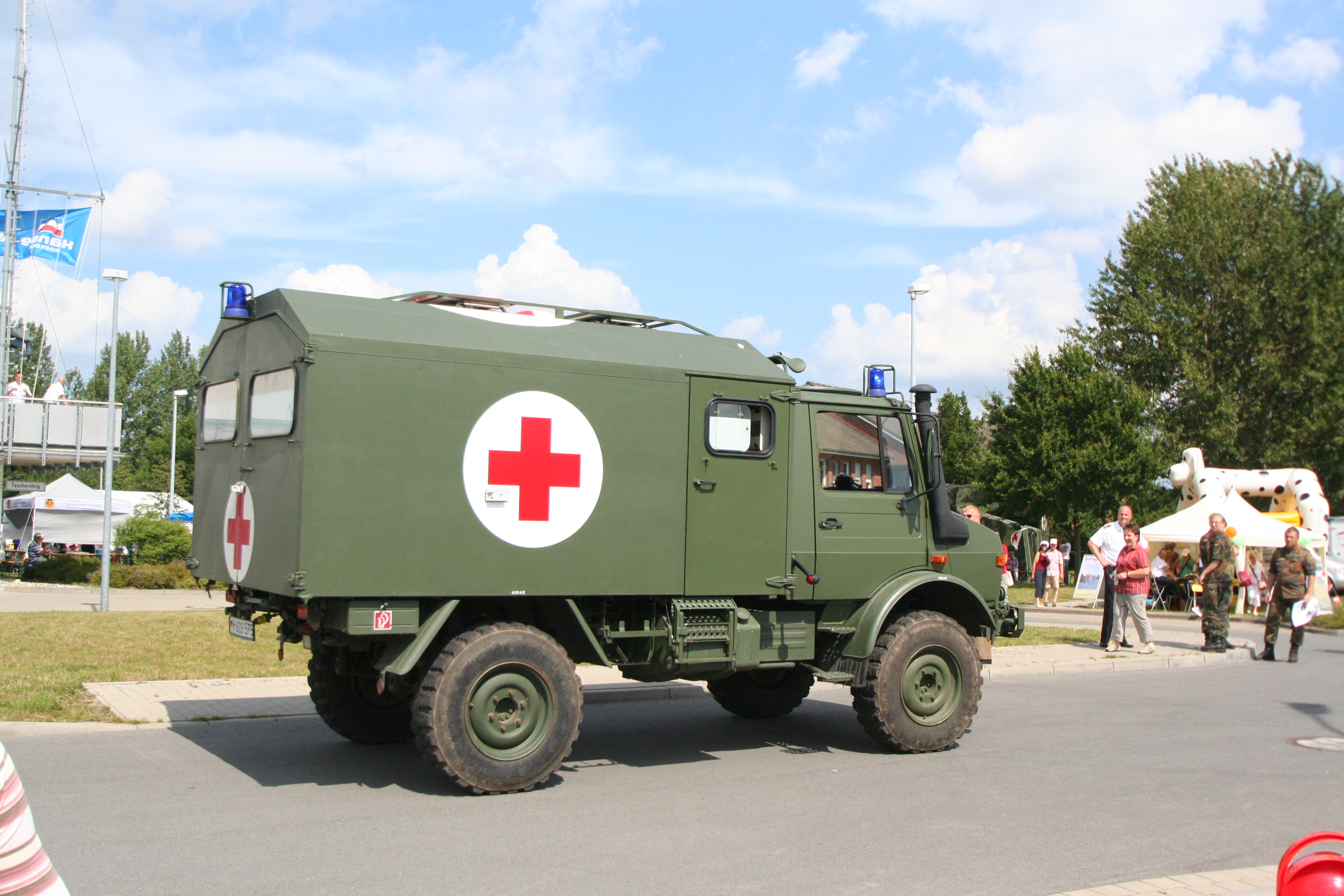
Unimog katonai mentőgépjármű
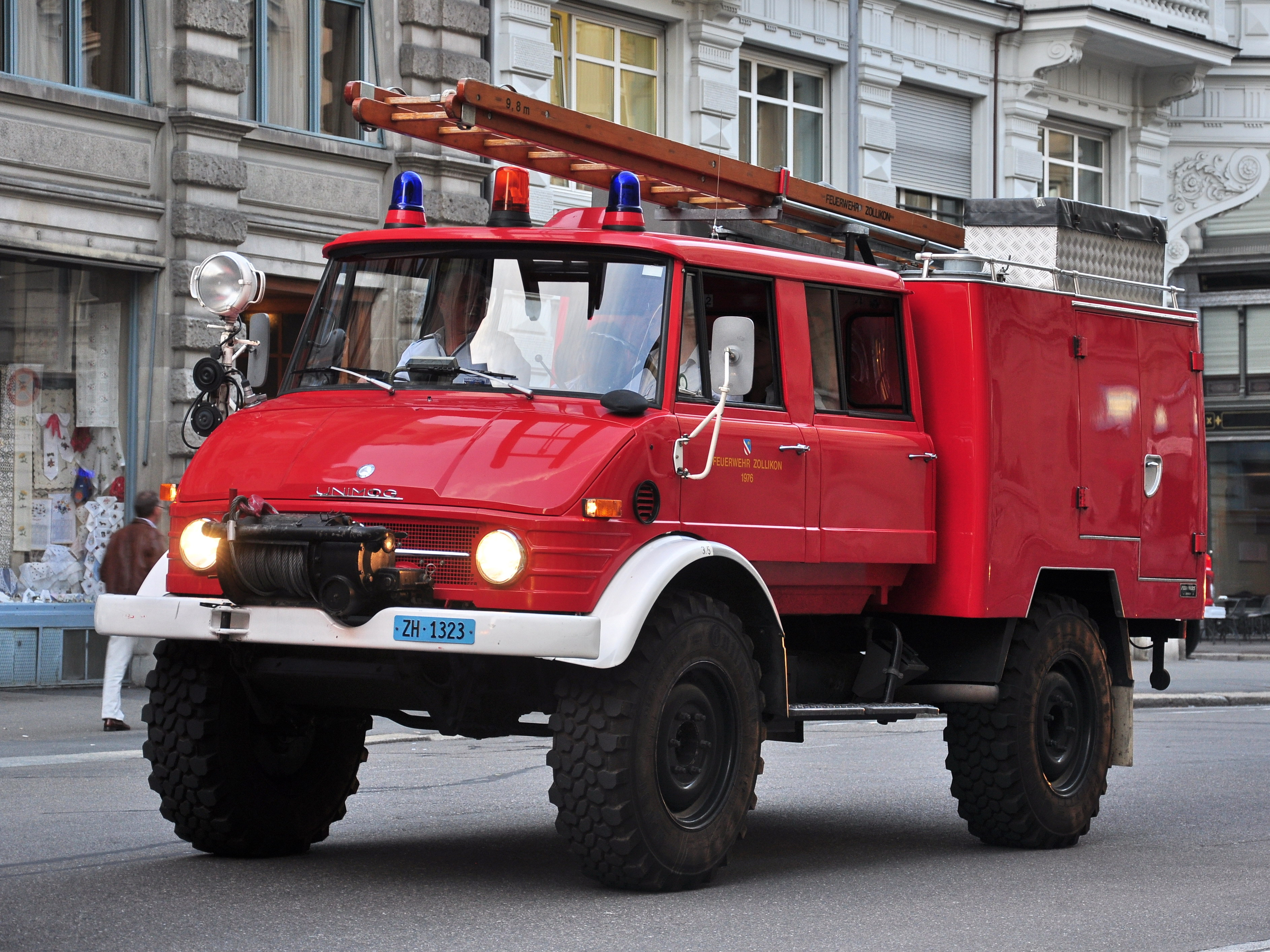
Tűzoltósági Unimog dupla fülkével
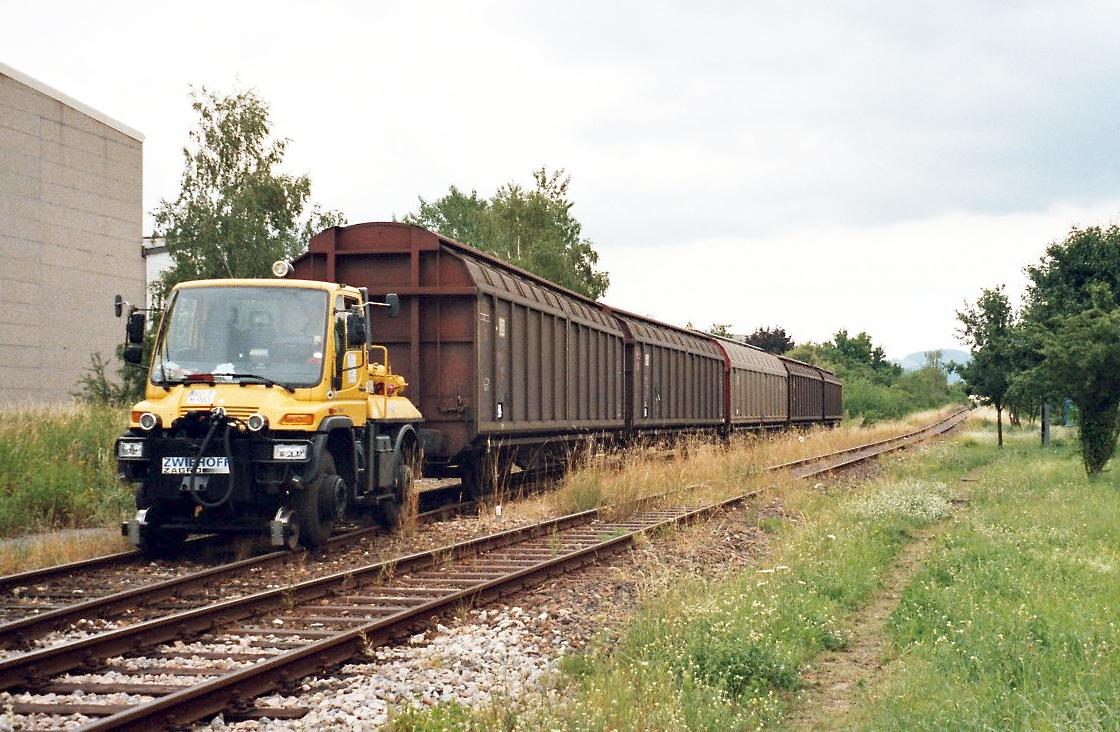
„Kétéltű” (németül Zweiwege) Unimog egy tehervonat szerelvényt vontat
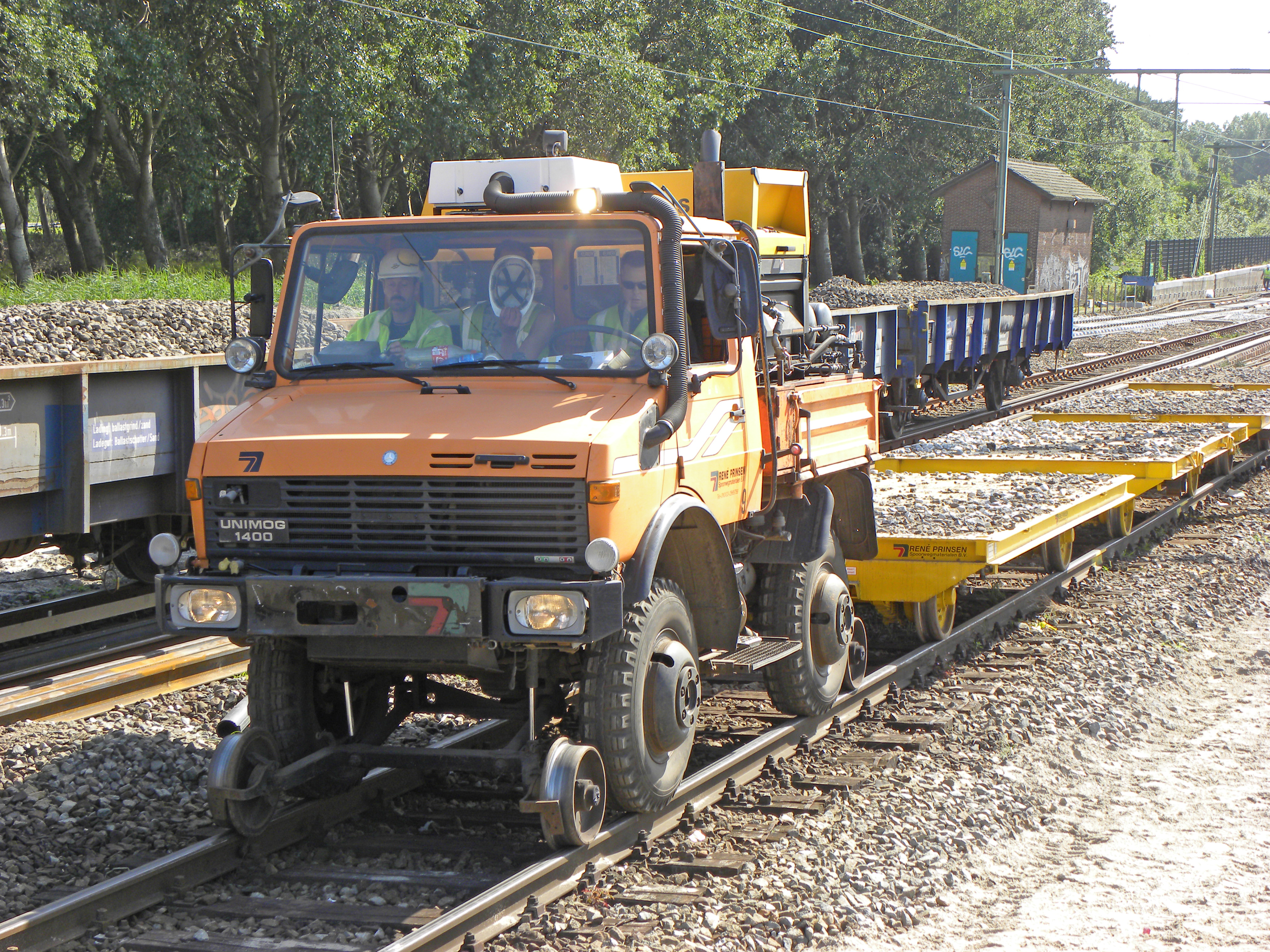
A vasúti felhasználású Unimog keskenyebb, különböző nyomtávolságú vágányokhoz illeszthető tengelyekkel készül
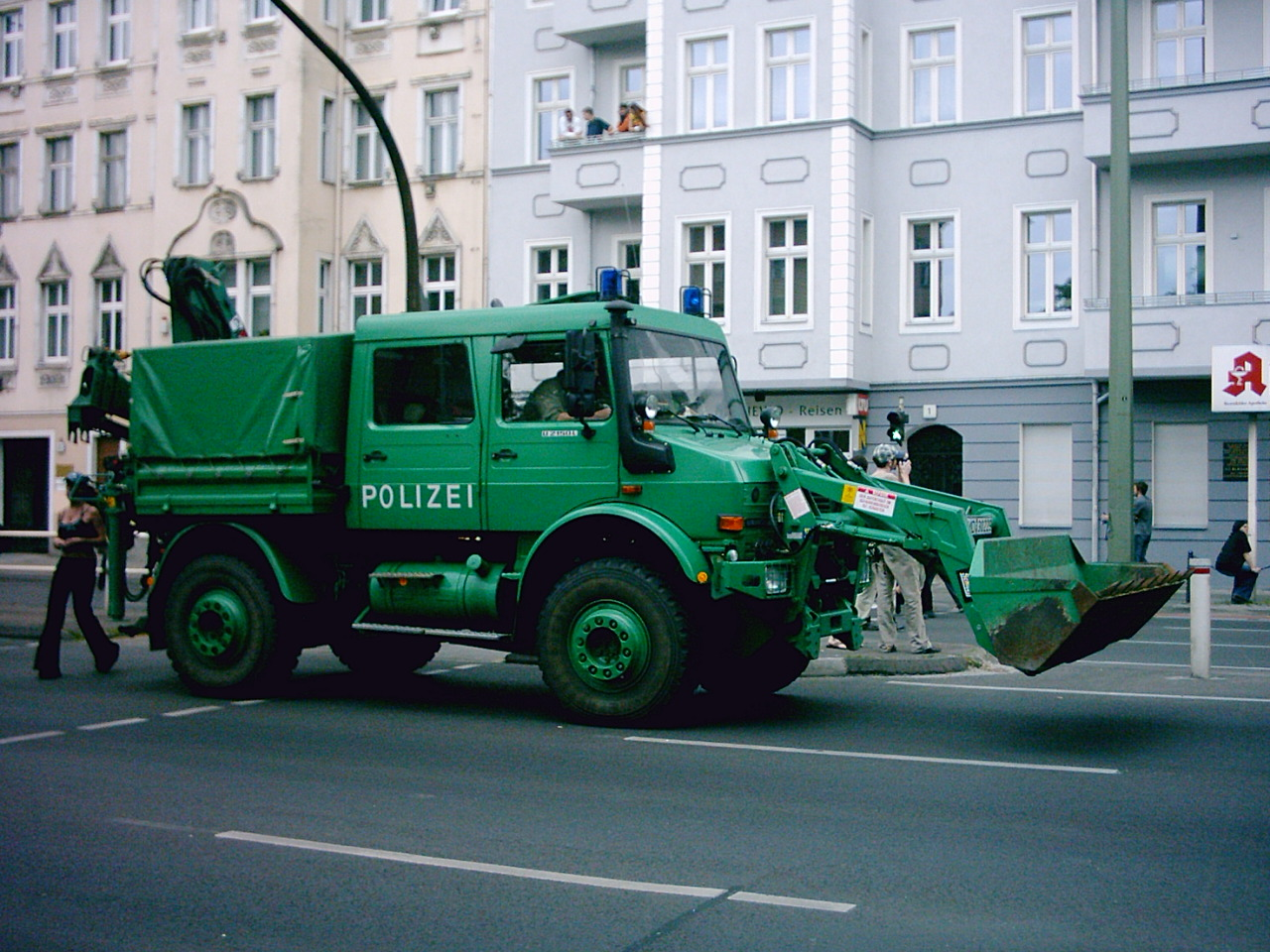
Dupla fülkés rendőrségi Unimog homlokrakodóval és önrakodó daruval
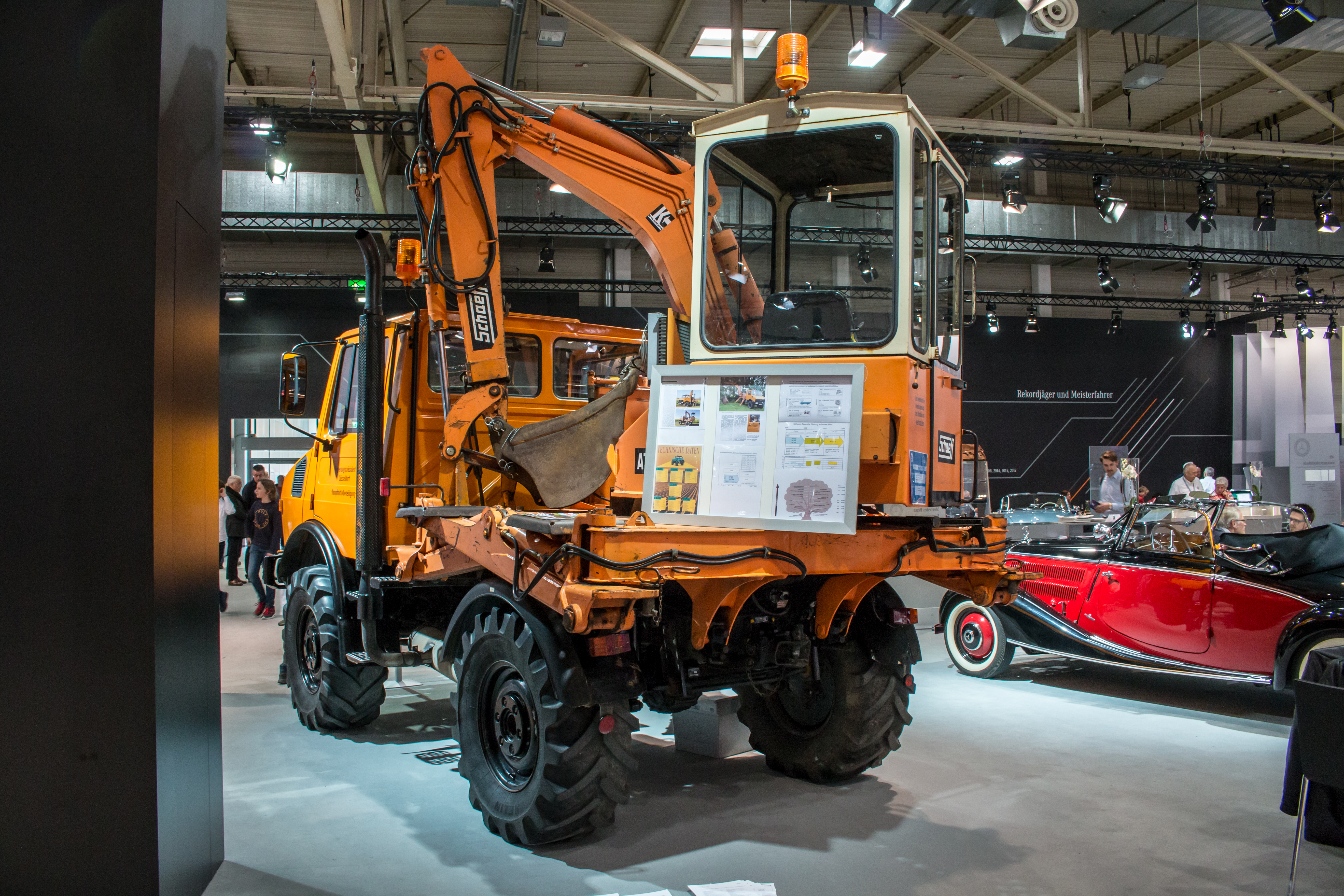
Markolófelépítménnyel
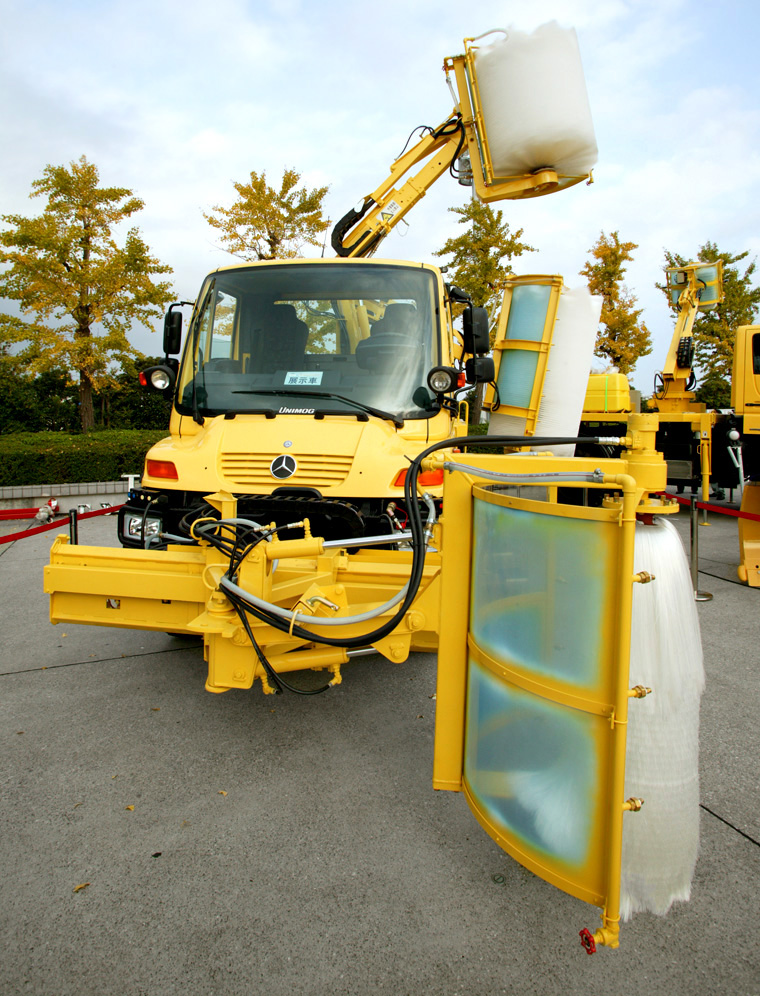
Unimog alagútmosó felszereléssel
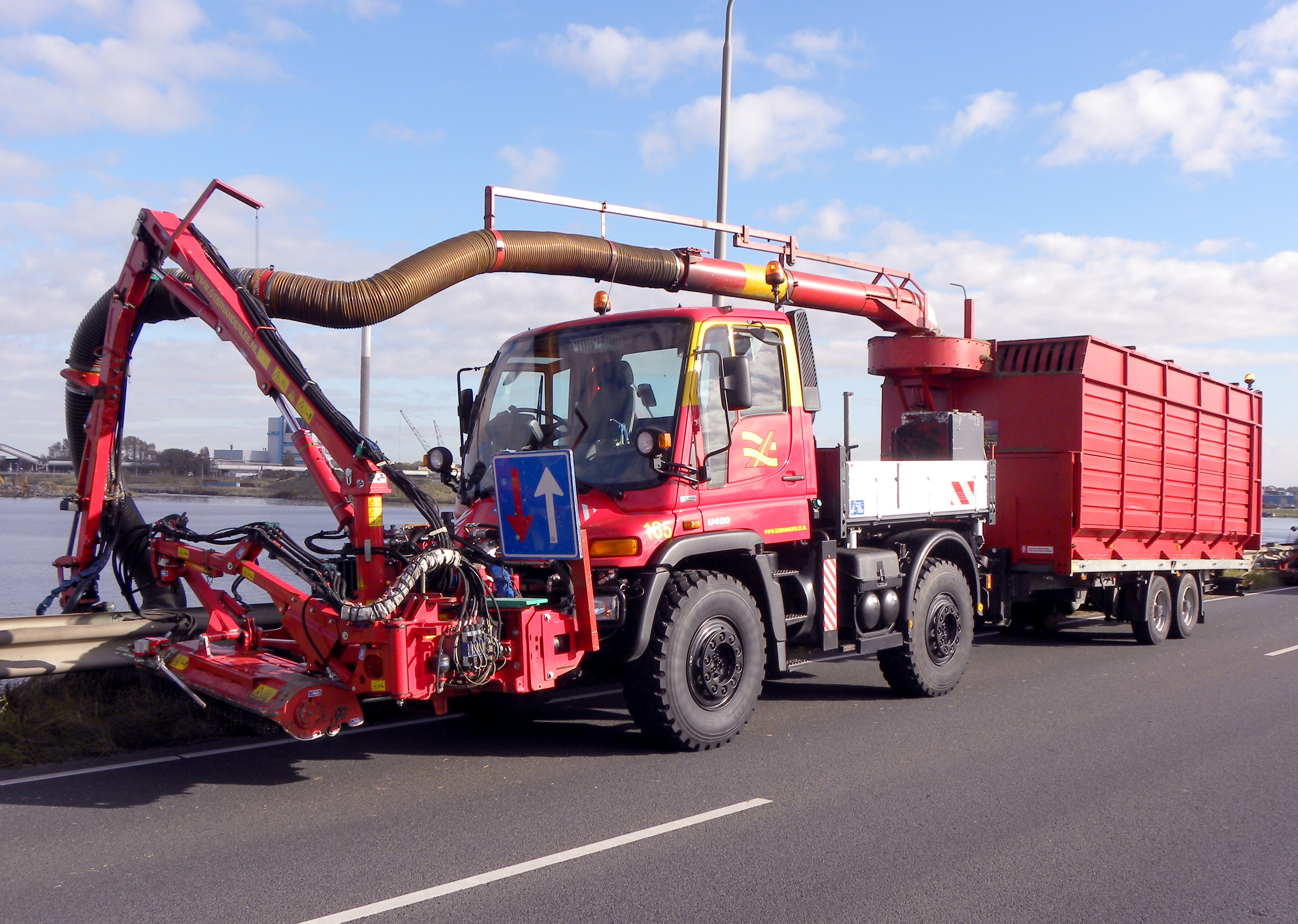
Unimog fűkaszával és a lenyírt füvet felszippantó berendezéssel
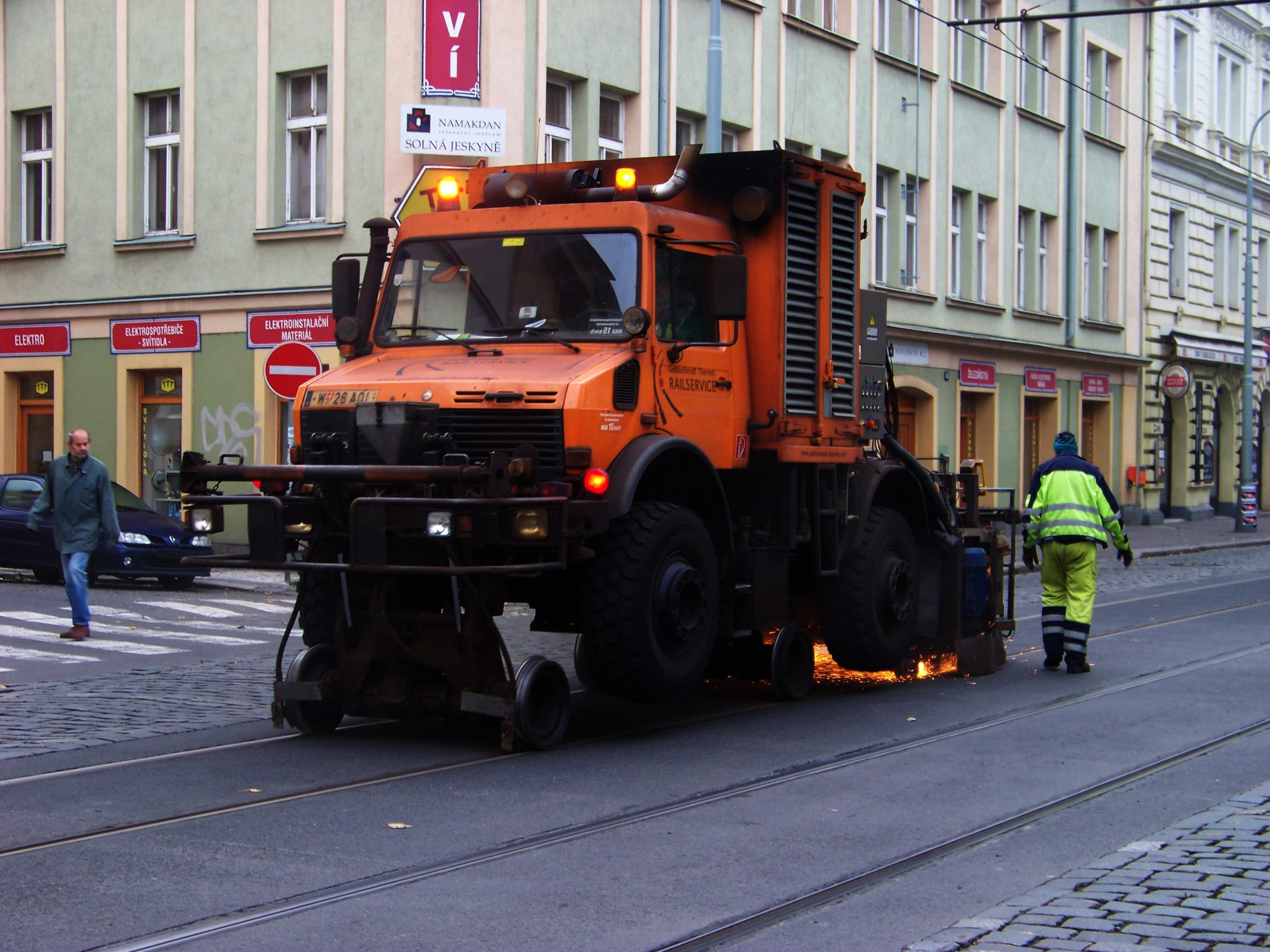
Unimog villamossín-köszörülő berendezéssel
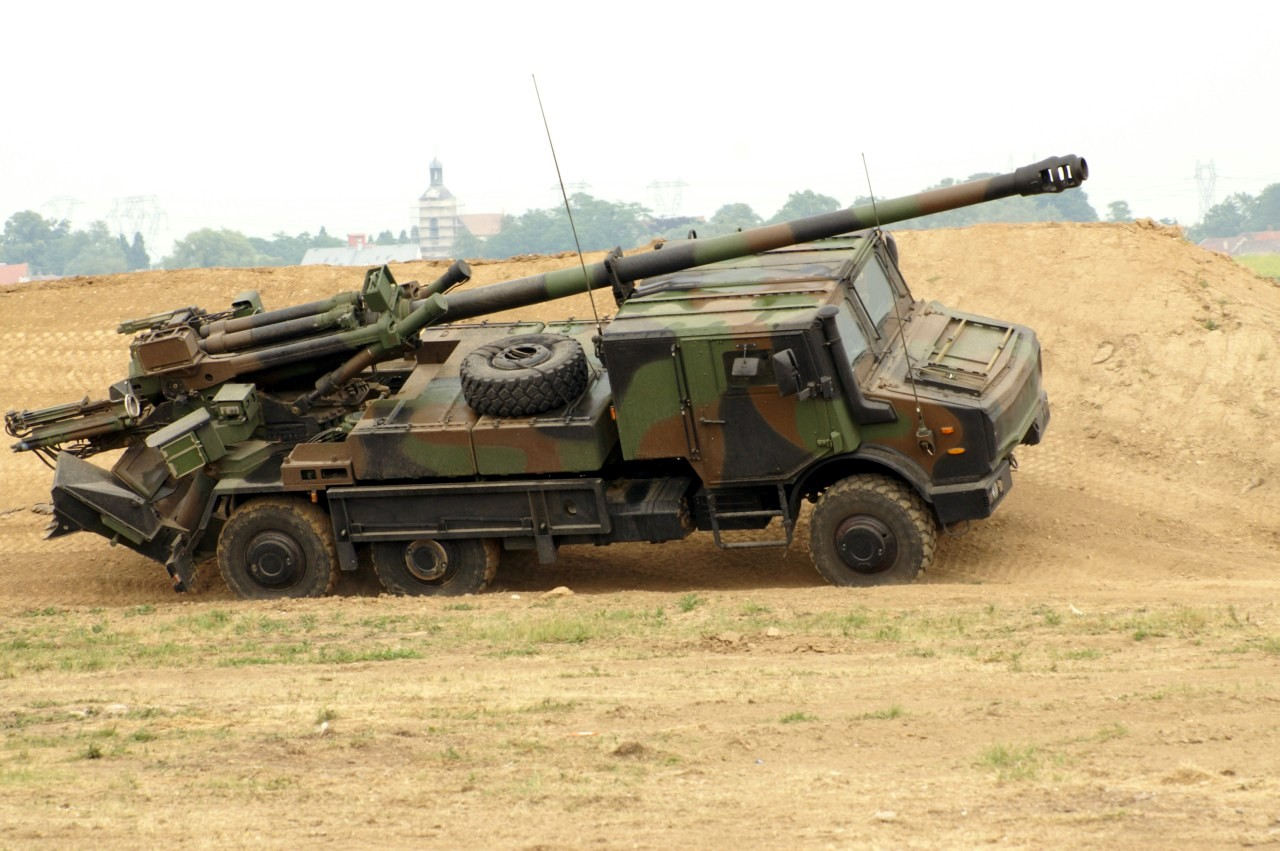
Háromtengelyes, 6x6-os, páncélozott, katonai löveghordozó Unimog
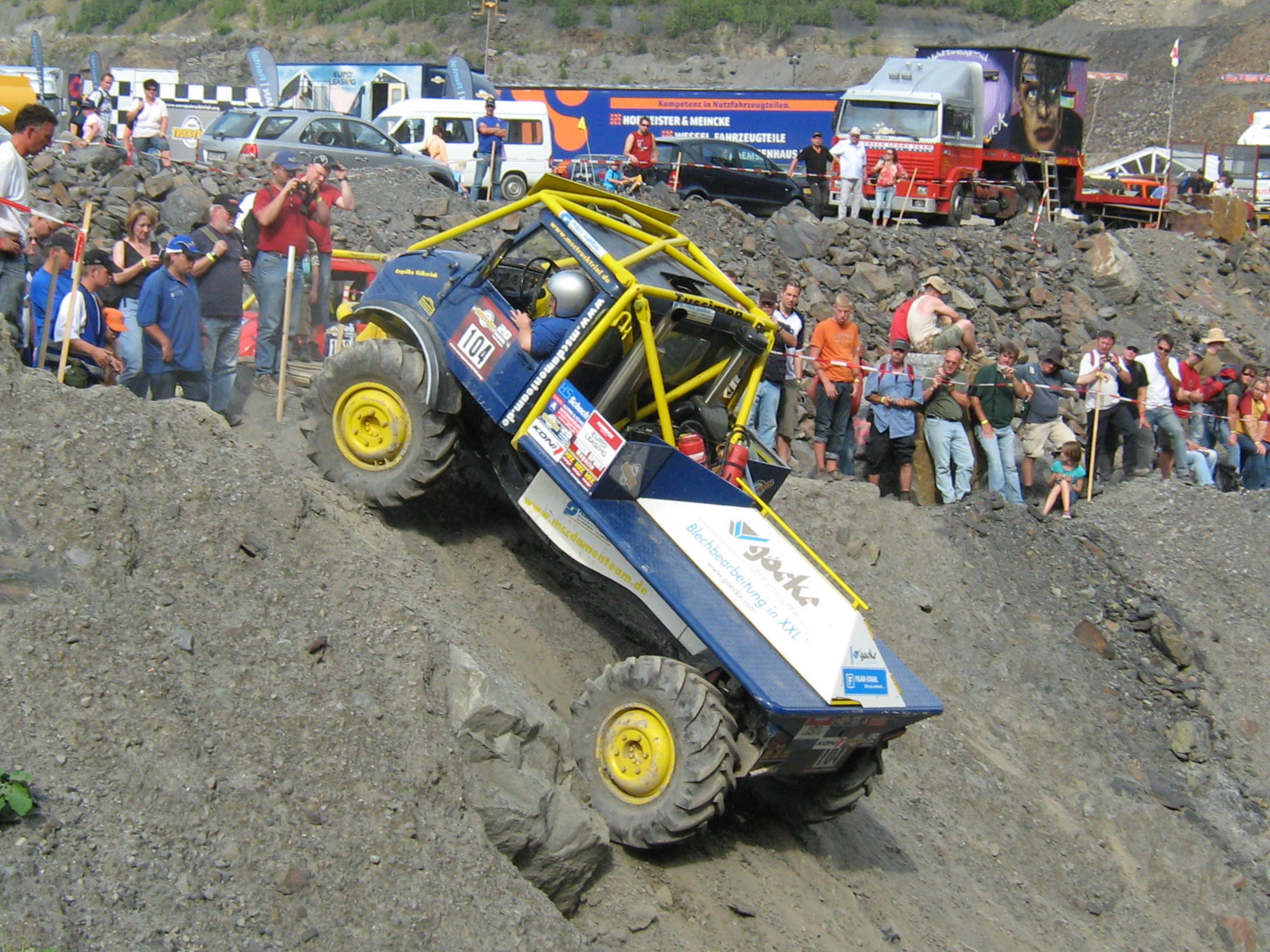
Terepezőversenyre (Trial) átalakított Unimog